# 艾亞 (夏威夷州)
艾亞（英語：Aiea）是位於美國夏威夷州檀香山縣的一個人口普查指定地區。

## 地理
艾亞的座標為21°23′09″N 157°55′51″W / 21.38583°N 157.93083°W，而該地最高點為海拔高度76米（即249英尺）。

## 人口
根據2010年美國人口普查的數據，艾亞的面積為4.60平方千米，當中陸地面積為4.30平方千米，而水域面積為0.30平方千米。當地共有人口9338人，而人口密度為每平方千米2,030人。